# 長谷信篤

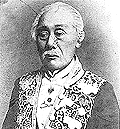
長谷信篤

長谷信篤（日语：長谷 信篤；1818年3月30日—1902年12月26日，即文化15年2月24日-明治35年12月26日），幕末、明治時期的公卿、華族（子爵）及政治家。歷任首任京都府知事、元老院议官及貴族院議院等要職。育有一由第二任正室（坊城俊政之女）所生之長谷信成為其子。

## 生平
安政元年十二月十八日（1855年2月4日）敘任從三位，是為廷臣八十八卿之一。
王政复古时为正三位参议。隨著王政復古之大號令，与东久世通禧及岩仓具视等同任新政府三职议定。后任京都府知事，直至明治8年（1875年）辞任，但仍然活跃于政治核心，并以贵族院议员身份掌握権势，亦于1884年7月8日获封子爵。最终以当时而言长寿的寿命，享壽85歳逝世。
此外，亦曾任參與、刑法事務總督（相當於今法務大臣）等要職。

## 榮譽
- 1899年（明治32年）6月29日- 從一位[1]
- 1902年（明治35年）12月26日- 勲二等旭日重光章 [2]

## 脚注
1. ↑  『官報』第4798号、明治32年6月30日。
2. ↑  『官報』第5848号、1902年12月29日。

## 相关项目
- 長谷家